# Longitarsus scutellaris
Longitarsus scutellaris — вид листоїдів з підродини Galerucinae. Поширений в Південній та Південно-Східній Європі, Туреччині, на Кавказі. Також зустрічалися особини на території від Сибіру до Далекого Сходу, але необхідно підтвердження.